# Братислав Гашић
Братислав Бата Гашић (Крушевац, 30. јун 1967) српски је политичар и привредник. Гашић је тренутни министар одбране Републике Србије. Некадашњи је градоначелник Крушевца (2012—2014), директор Безбедносно информативне агенције (2017—2022) и министар унутрашњих послова Републике Србије (2022—2024).

## Биографија

### Образовање и приватна каријера
Родио се 30. јуна 1967. године у Крушевцу. Ту је завршио Основну школу „Јован Јовановић Змај“, а потом је звање дипломираног грађевинског техничара стекао у средњошколској установи која се тад звала Образовни центар „Боса Цветић“. Дипломирао је на Економском факултету Универзитета у Нишу.
Војни рок у Југословенској народној армији служио је током 1986. и 1987 године као возач у роду инжењерије у Белој Цркви и Бачкој Тополи.
Од 1989. године бави се приватним предузетништвом, власник је и директор предузећа „Saco”. Више година живео је и радио у Грчкој, а био је и сувласник „Гранд кафе“. У марту 2013. године именован је за председника Управног одбора Јавног предузећа „Србијагас” Нови Сад.
Истакнути је спортски радник. Водио је женски одбојкашки клуб „Крушевац Сантос“ до Прве Б лиге, а четири године је био директор фудбалске школе „Напредак”.

### Политичка каријера
Један је од оснивача Српске напредне странке, а од септембра 2012. до 2016. године је био на функцији потпредседника странке. Поред тога је био и председник Окружног одбора СНС-а у Расинском округу.
Од јуна 2012. године до 30. априла 2014. године био је градоначелник Крушевца. Био је министар одбране у Влади Републике Србије од 27. априла 2014. године до 5. фебруара 2016. године Смењен је под притиском јавности, зато што је 6. децембра 2015. упутио сексистичку увреду новинарки телевизије Б92 Златији Лабовић.
Од 29. маја 2017. године до 26. октобра 2022. године био је директора Безбедносно информативне-агенције.
Од 26. октобра 2022. до 2. маја 2024. био је министар унутрашњих послова.
За министра одбране изабран је 2. маја 2024. године.

### Приватни живот
Са супругом Иреном има синове Владана, Милана и Николу и унуке Давида, Матију и Видака.
Говори грчки и енглески језик.

## Награде и признања

### Одликовања
- Орден Његоша I реда (Република Српска)[7]
- Орден Светог краља Милутина (Српска православна црква)
- Орден Светог Саве другог реда (Српска православна црква)
- Орден Светог Симеона Мироточивог (Српска православна црква)
- Орден Преподобног Прохора Пчињског (Епархија врањска)[8]
- Орден Новомученика бихаћко-петровачких (Епархија бихаћко-петровачка)

### Награде
- фебруара 2014. године проглашен је за личност године Расинског управног округа, од Регионалне привредне коморе Крушевац и „Media invent”[тражи се извор]
- децембра 2012. године Управни одбор НАЛЕД-а доделио му је специјално признање за остварене реформе у градској администрацији и допринос унапређењу привредног амбијента[тражи се извор]
- 1998. године од стране града Крушевца проглашен је за менаџера године у Крушевцу[тражи се извор]